# Занджан (остан)
Занджан (на персийски: زنجان) е остан (провинция) в Иран. Намира се в северозападната част на страната, на територията на Ирански Азербайджан и има площ 21 773 km2. Населението наброява над 1 000 000 души, 62,5% от които живеят в градовете на остана. Етническото мнозинство са азери. Административният център на провинцията е град Занджан.

## География
Занджан е разположен в северозападен Иран и се намира на територия, която исторически и географски се означава като Ирански Азербайджан. Намира се на 330 km северозападно от Техеран и граничи със седем остана: Източен Азербайджан, Западен Азербайджан, Хамадан, Кюрдистан, Гилян, Казвин и Ардабил.
Регионът е част от басейна на Каспийско море и има планинска и равнинна част. Средната надморска височина на провинцията е около 1500 m, най-ниската точка е на 300 m, а най-високият връх е 3214 m. Той се намира в планинския масив Тахт-е Солейман, на територията на шахрестан Махнешан. В провинцията има няколко реки, най-голямата от които носи същото име – Занджан.
Двете географски части на провинцията имат различен климат. В планините зимите са студени и снежни, а летата меки. Равнинната част е с меки зими и с горещи и влажни лета.

## Административно деление на остана
Един остан в Иран се дели на шахрестани, които състоят от бахши, те на свой ред съдържат най-малките административни единици – дехестани. Административният център на провинцията Занджан е град Занджан.
| Шахрестан | Население | Градове | Бахш/Дехестан |
| --------- | --------- | ------- | ------------- |
| Абхар     | 169 176   | 3       | 1/5           |
| Занджан   | 486 495   | 3       | 3/13          |
| Иджруд    | 38 416    | 2       | 2/4           |
| Махнешан  | 40 312    | 2       | 2/5           |
| Таром     | 46 616    | 2       | 2/5           |
| Ходабанде | 161 553   | 6       | 4/10          |
| Хорамдаре | 52 548    | 2       | 2/16          |
| Солтанийе | 30 000    | 1       | 2/5           |

## Население
Съгласно националното преброяване през 2011 г. населението на провинцията е 1 015 734 души, от които 634 809 души живеят в градовете, 70,7% са на възраст между 15 и 64 години, 6,4% са над 65 години и 22,8% са под 15 години. Плътността на населението е 47 души/km2. Азерите представляват етническото мнозинство, в югозападната част на провинцията живеят кюрди, персийците са малцинство. Мюсюлманите са религиозното мнозинство, като има последователи и на шиитския ислям, и на сунитския. Религиозните малцинства са зороастрийци и евреи. В провинцията се говори на азербайджански и персийски езици.

## Икономика
Около четвърт от територията на провинцията е със земи, подходящи за селскостопанската дейност. Тук се произвеждат зърнени, бобови и маслодайни култури, плодове и зеленчуци. Подходящия климат позволява отглеждане на нар и маслини. Провинцията също така е производител на ядки– бадеми, орехи, лешници.
Провинция е богата на полезни изкопаеми. Най-големите оловно-цинкови мини в Средния Изток са на Национална Иранска компания. Тук се намират редица крупни предприятия на тежка промишленост: голяма компания за производство на изкуствени влакна, предприятие за производство на кабели, предприятия за добив и производство на строителни материали и др. Голяма част от заводите и фабриките са изнесени в промишлени градчета, построени в различни шахрестани.
Занджан е известен в Иран с ръчните занаяти. Тук са корените на персийското изкуство за филигранно изработване на сребърни предмети, което по-късно занджанските майстори пренасят в Техеран и Исфахан. Продължава традицията на шиене на украсени кожени пантофки чаруг. Местните занаятчии са прочути с предметите от фино декорирана с различни техники мед, красиво изработени ножове, ръчните персийски килими.

## Образование и наука
- Университет на Занджан
- Медицински университет, Занджан Архив на оригинала от 2016-11-21 в Wayback Machine.
- Университет Пайам-е Нур на Занджан
- Аграрен център за обучение на Занджан
- Ислямски свободен университет в Абхар
- Ислямски свободен университет в Заджан
- Институт за съвременни изследвания на фундаменталните науки (Institute for Advanced Studies in Basic Sciences)
- Институт за професионално обучение

## Забележителности
- Храмът Солтание е една от най-известните забележителности на провинция Занджан е мавзолей на 8-ия илхан Олджейту Мохамад Ходабанде (1304 – 1326). Намира се в град Солтание, шахрестан Абхар. Построен през 1302 – 1312 г. той е един от паметниците на персийската архитектура, включени в списъка на световното културно и природно наследство на ЮНЕСКО.[5]
- Историческата сграда Рахтшуи Хане (رخت‌شوی‌خانه), в превод „къща пералня“, е построена в началото на 20 век. Намира се в град Занджан. Сега в нея се разполага музей на антропология.[6]